# Izsák Márton

Bolyaiak szobra Marosvásárhelyen

Izsák Márton (Galócás, 1913. április 12. – Marosvásárhely, 2004. február 1.) zsidó származású emlékmű-szobrász, Marosvásárhely díszpolgára.

## Életpályája
Tanulmányait a marosvásárhelyi Ipari Középiskolában kezdte és Budapesten fejezte be 1933-ban, ugyanitt az Iparművészeti Főiskolán Simay Imre és Mátrai Lajos tanítványa volt. Az 1930-as évek végén hazatért Marosvásárhelyre. A második világháború alatt deportálták, 1944-ben tért haza a munkaszolgálatból. 1945 és 1974 között a marosvásárhelyi Művészeti Líceumban működött igazgatói beosztásban. Csorvássy Istvánnal közösen készített szobra a két Bolyairól 1957 szeptembere óta áll a marosvásárhelyi Bolyaiak terén, a Bolyai Farkasról elnevezett, négy évszázados kollégiumi múltra visszatekintő iskola előtt. Ugyancsak Marosvásárhelyen avatták fel Szentgyörgyi Istvánról, Mihai Eminescuról és Bartók Béláról készült mellszobrait. Salamon Ernőt megörökítő mellszobra Gyergyószentmiklóson, Nicolae Bălcescuról készített mellszobra Sepsiszentgyörgyön áll. Elkészítette N. D. Cocea, George Enescu és Kovács György színművész szobrait is.
2003-ban állították fel köztéri Holokauszt-emlékművét Marosvásárhelyen. Halála előtt nem sokkal a város díszpolgárává avatták.

## Köztéri művei[3]

Bartók Béla szobra Marosvásárhelyen

- Deportáltak emlékműve (bronz, 1947, Dés)
- Holokauszt-emlékmű (1947, Marosvásárhely) – csak 2003-ban állították fel
- Lakodalmas szokások (dombormű, 1951, Sepsiszentgyörgy, színház homlokzata)
- Szentgyörgyi István (1953, Marosvásárhely, Színművészeti Főiskola épülete előtt)
- Sztálin (1955, Marosvásárhely Csorvássy Istvánnal; 1962-ben elbontották)
- Bolyai Farkas és Bolyai János (kő, 1956-1957, Marosvásárhely, a Református Kollégium előtt Csorvássy Istvánnal)
- Az Ismeretlen katona szobra (bronz, 1963-1964, Marosvásárhely, Fő tér Csorvássy Istvánnal)
- Salamon Ernő költő (1968, Gyergyószentmiklós)
- Mihai Eminescu (1969 és 1989, Marosvásárhely)
- Bernáth Andor (1974, Kerelőszentpál)
- Bartók Béla (mellszobor, 1981, Marosvásárhely)
- George Enescu-szoborkompozíció (1983, Marosvásárhely)